# Шерманн, Регина
Регина Шерманн (венг. Schermann Regina; 23 сентября 2004, Будапешт, Венгрия) — венгерская фигуристка, выступающая в одиночном катании. Трёхкратный серебряный призёр чемпионата Венгрии (2020—2022), бронзовый призёр в командном соревновании юношеских Олимпийских игр (2020).
По состоянию на 17 февраля 2022 года занимает 106-е место в рейтинге Международного союза конькобежцев.

## Биография
Шерманн родилась 23 сентября 2004 года в Будапеште. Её сестра Бьянка Шерманн является спортивной гимнасткой.
На странице фигуристки на сайте Венгерского олимпийского комитета написано, что её примером для подражания является российская фигуристка Алёна Косторная.

## Карьера

### Ранняя карьера
Начала кататься в возрасте четырёх лет.

### Юниорские соревнования

#### Сезон 2019—2020
В январе 2020 года Шерманн приняла участие в зимних юношеских Олимпийских играх 2020 в Лозанне. В командном турнире она завоевала бронзу в составе команды «Vision». В личном зачёте Шерманн, по итогам двух программ, получила 141,82 балла и заняла 12-е место.
На чемпионате мира среди юниоров заняла 19-е место после короткой программы, отобравшись в произвольную программу, где получила 74,17 баллов и заняла 24-е место. По итогам двух программ Шерманн заняла 24-е место с результатом в 126,55 баллов.

### Взрослые соревнования

#### Сезон 2020—2021
В 2020 году дебютировала среди взрослых фигуристов.

#### Сезон 2021—2022
В сентябре 2021 года Шерманн приняла участие в итальянском турнире, входящем в серию «Челленджер» — Lombardia Trophy. По итогам двух программ набрала 157,66 баллов, что является лучшим результатом фигуристки. Также побила свой рекорд в короткой и произвольной программах, получив 54,04 балла и 103,62 балла соответственно.
В январе 2022 года Шерманн участвует в чемпионате Европы в Таллине. По итогам короткой программы занимала 22-е место с 54,43 балла, в произвольной программе заняла 23-е место с 78,99 баллов, по итогу заняла 23-е место с результатом в 133,42 балла.

## Программы
| Сезон     | Короткая программа | Произвольная программа |
| --------- | --- | --- |
| 2021—2022 | - «Вселенная Стивена Хокинга» Йохан Йоханнссон - «The Dreams that Stuff is Made of» - «Domestic Pressures» - «Chalkboard» | - «Шерлок Холмс» Ханс Циммер - «Is It Poison, Nanny?» - «Discombobulate» - «Ah, Putrefaction» - «Data Data Data» - «Catatonic»           |
| 2020—2021 | - «В доме» Филипп Ромби                                                                                                   | - «Вселенная Стивена Хокинга» Йохан Йоханнссон - «Chalkboard» - «Domestic Pressures» - «Chalkboard» - «The Dreams that Stuff is Made of» |
| 2019—2020 | - «В доме» Филипп Ромби                                                                                                   | - «Мемуары гейши» Джон Уильямс |
| 2018—2019 | - «Bad Boy, Good Man» Tape Five                                                                                           | - «Мемуары гейши» Джон Уильямс |

## Спортивные достижения

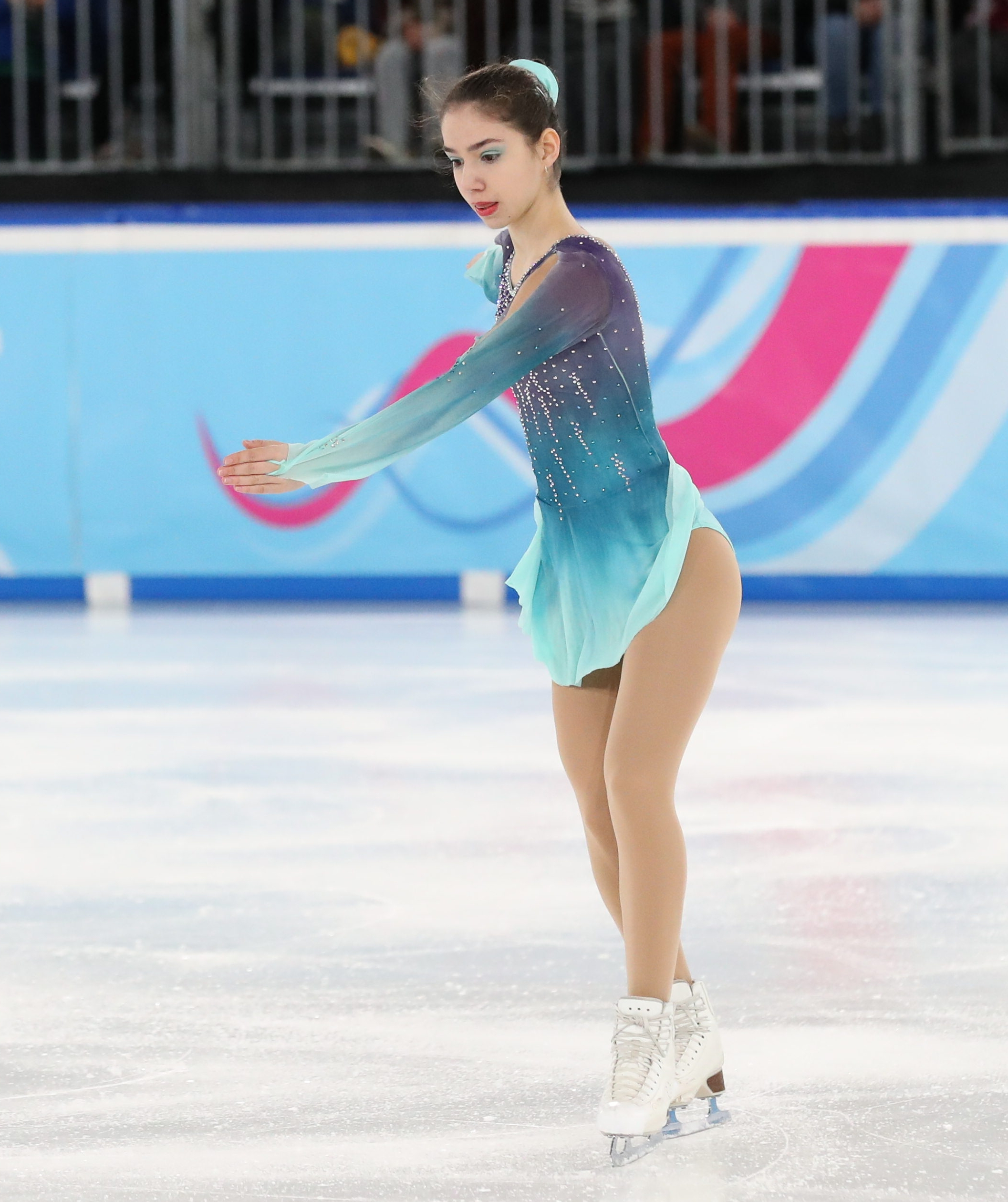
Шерманн на зимних юношеских Олимпийских играх 2020

| Соревнования                                                            | 18/19                        | 19/20                        | 20/21                        | 21/22                        |
| Международные индивидуальные                                            | Международные индивидуальные | Международные индивидуальные | Международные индивидуальные | Международные индивидуальные |
| ----------------------------------------------------------------------- | ---------------------------- | ---------------------------- | ---------------------------- | ---------------------------- |
| Чемпионаты Европы                                                       |                              |                              |                              | 23                           |
| Челленджеры. Budapest Trophy                                            |                              |                              | 8                            |                              |
| Челленджеры. Lombardia Trophy                                           |                              |                              |                              | 9                            |
| Челленджеры. Nebelhorn Trophy                                           |                              |                              | WD                           |                              |
| Челленджеры. Warsaw Cup                                                 |                              |                              | WD                           |                              |
| Budapest Trophy                                                         |                              |                              |                              | 6                            |
| Celje Open                                                              |                              |                              | 3                            |                              |
| Challenge Cup                                                           |                              |                              | 11                           |                              |
| Santa Claus Cup                                                         |                              |                              | 5                            | 2                            |
| Volvo Open Cup                                                          |                              |                              |                              | 6                            |
| Международные командные                                                 |                              |                              |                              |                              |
| Зимние юношеские Олимпийские игры                                       |                              | 3 T 6 P                      |                              |                              |
| Национальные индивидуальные                                             |                              |                              |                              |                              |
| Чемпионаты Венгрии                                                      |                              | 2                            | 2                            | 2                            |
| Чемпионаты четырёх стран                                                |                              | 3                            |                              | 4                            |
| Первенство Венгрии среди юниоров                                        | 4                            | 1                            |                              |                              |
| Международные среди юниоров                                             |                              |                              |                              |                              |
| Чемпионаты мира среди юниоров                                           |                              | 24                           |                              |                              |
| Зимние юношеские Олимпийские игры                                       |                              | 12                           |                              |                              |
| Этапы юниорского Гран-при. Австрия                                      |                              |                              |                              | 14                           |
| Этапы юниорского Гран-при. Латвия                                       |                              | 15                           |                              |                              |
| Этапы юниорского Гран-при. Франция                                      |                              | 23                           |                              |                              |
| Этапы юниорского Гран-при. Чехия                                        | 17                           |                              |                              |                              |
| Christmas Cup                                                           | 6                            |                              |                              |                              |
| Этапы Гран-при в Братиславе                                             | 1                            |                              |                              |                              |
| Halloween Cup                                                           | 3                            | 1                            |                              |                              |
| Jégvirág Cup                                                            | 7                            |                              |                              |                              |
| Santa Claus Cup                                                         |                              | 1                            |                              |                              |
| Skate Celje                                                             |                              | 2                            |                              |                              |
| Skate Helena                                                            | 6                            |                              |                              |                              |
| Tirnavia Ice Cup                                                        |                              | 1                            |                              |                              |
| Triglav Trophy                                                          | 6                            |                              |                              |                              |
| Volvo Open Cup                                                          | 5                            |                              |                              |                              |
| T — результат команды, в которой состоял фигурист; P — личный результат |                              |                              |                              |                              |